# Anuketemheb
Anuketemheb foi uma antiga princesa e rainha egípcia da 19ª ou 20ª dinastia.
Os títulos de Anuketemheb eram "Filha do Rei", "Mulher do Rei" e " Grande Esposa Real". O seu pai e marido não puderam ser identificados, mas ela é possivelmente idêntica a uma princesa retratada no pátio do Templo de Luxor, numa procissão das filhas de Ramsés II; o nome dela é apenas parcialmente legível, mas termina em em-heb.